# Alejandro Báez
Alejandro Fidel Báez (nacido en Goya el 30 de abril de 1940) es un exfutbolista argentino. Se desempeñaba como entreala izquierdo y jugó en Rosario Central.

## Carrera
Inició su trayectoria futbolística en el Club Atlético Benjamín Matienzo de su ciudad natal, disputando el torneo de la Liga Goyana de Fútbol. En 1960 llegó a Central Córdoba de Rosario, que volvía a la Primera B tras descender de Primera División el año anterior. Sus buenas actuaciones atrajeron la atención de Rosario Central, club que lo incorporó en 1961. En el torneo de Primera División de ese año disputó 18 encuentros y marcó 5 goles, compartiendo la delantera con jugadores de la talla de César Menotti, Marcelo Pagani, Francisco Rodrígues. En 1962 su puesto fue ocupado por el Nene Fernández y no disputó ningún encuentro. En 1963 jugó sólo dos partidos, lo que hizo que retornara a Central Córdoba, club en el que jugó hasta 1969.
En 2014 recibió una mención especial en la Fiesta Municipal del Deporte llevada a cabo por las autoridades de Goya.

## Clubes
| Club                       | País      | Año       |
| -------------------------- | --------- | --------- |
| Benjamín Matienzo de Goya  | Argentina | 1959      |
| Central Córdoba de Rosario | Argentina | 1960      |
| Rosario Central            | Argentina | 1961-1963 |
| Central Córdoba de Rosario | Argentina | 1964-1969 |